# Heavenly Sword
Heavenly Sword est un jeu vidéo d'action développé par Ninja Theory et édité par Sony Computer Entertainment en 2007 sur PlayStation 3.
Le joueur incarne Nariko, une jeune femme à la longue chevelure rouge, qui part en quête de vengeance contre un roi et son armée. Équipée d'une épée divine, une lame aussi puissante que maudite, Nariko n'a que quelques jours pour accomplir sa tâche.
Le jeu se vendra à sa sortie à environ 1,5 millions de copies.
Un film d'animation développé par Ninja Theory est sorti en juin 2014, directement en DVD et Blu-Ray. Il poursuit l'histoire après la fin du jeu original, avec Nariko et Loki.

## Le jeu

### Synopsis
L'Heavenly Sword est une épée divine forgée il y a de nombreux siècles. Selon une prédiction ancienne, le clan qui a la garde de l'épée aura un jour ou l'autre à faire face à un énorme fléau et le fils du chef du clan devra utiliser l'épée pour le déjouer. De nombreuses années plus tard, lorsque l'épouse du chef de clan met au monde une fille, Nariko, elle est rejetée car considérée inapte à faire face à la menace annoncée dans la prophétie.
Pourtant quand le roi Bohan se lance à la conquête du pays et anéantit le clan de Nariko, celle-ci décide en dernier recours de se saisir de l'épée. Mais n'étant qu'une humaine, son énergie vitale est aspirée par l'épée, l'affaiblissant à chaque coup porté.

### Système de jeu
À la manière de God of War ou Devil May Cry, Heavenly Sword est un beat them all qui offre un large éventail de combos et d'enchaînements possibles.
L'héroïne du jeu, Nariko, dispose de trois postures de combat distinctes pour se défaire des nombreux assaillants. La garde de base (garde de vitesse), permet d'enchaîner des attaques rapides et puissantes. La garde de distance permet d'utiliser des chaînes pour toucher les ennemis à distance, parer les flèches des archers ou encore d'entamer une combo aérienne en projetant ses adversaires dans les airs. La garde de puissance consiste en des coups lents mais dévastateurs qui permettent de transpercer des défenses renforcées.
En adoptant la même garde que l'adversaire et en n'attaquant pas, Nariko pare automatiquement les coups portés par les ennemis. Une touche permet de contrer leur coup et une autre, baptisée « Superstyle », déclenche une fatalité, un coup stylisé qui achève violemment les ennemis. Le jeu a également recourt à des Quick Time Event durant des séquences de voltige scriptées ou lors de combats contre les boss.
Kai, une jeune femme que Nariko considère comme sa sœur, est également jouable durant l'aventure. Elle excelle en numéro d'acrobatie et utilise une arbalète pour se défendre. Pour toutes les armes à projections (arbalète, canon, etc.), la trajectoire du projectile peut être ajustée au cours du lancer via le système de reconnaissance de mouvement de la manette Sixaxis. Cette fonction est également utilisée pour certains combos.
L'aventure doit comprendre six chapitres.

### Réalisation
L'esthétique travaillée d'Heavenly Sword le distingue des autres productions du genre. La rousse multiplie les acrobaties chorégraphiées, sa longue chevelure virevolte dans les airs et les ennemis sont terrassés avec une aisance et une brutalité qui rappelle God of War. Les animations, les enchaînements et le style général des combats sont particulièrement stylés. Les développeurs se sont inspirés du Wu xia pian, un genre cinématographique chinois (équivalent du film de cape et d'épée) qui se caractérise par des combats d'arts martiaux aux mouvements fluides et spectaculaires.
Les développeurs du jeu ont particulièrement travaillé la dimension cinématographique du jeu et tenté d'associer la création numérique à la performance d'acteur. Ils ont travaillé avec la société néo-zélandaise Weta Workshop afin d'utiliser une technologie de capture des expressions faciales à base de capteurs de lumière.
Le moteur de jeu permet de générer des séquences mettant en scène jusqu'à 2000 adversaires.
Les acteurs britanniques Andy Serkis et Steven Berkoff participent au projet. Andy Serkis, l'acteur qui a donné ses mouvements et sa voix au personnage de Gollum dans les films Le Seigneur des anneaux de Peter Jackson, est le directeur dramatique du projet. Il incarne également le roi Bohan.

## Développement
100 à 140 personnes ont participé au développement du jeu.

### Équipe de développement
- Directeur créatif : Tameen Antoniades
- Directeur dramatique : Andy Serkis
- Concepteur des personnages : Laura Kippax
- Concepteur des combats : SaiTong Man
- Artiste conceptuel principal : Alessandro Taini
- Chef de développement du studio : Nina Kristensen
- Chef de l'animation: Guy Midgley
- Co-auteur: Rhianna Pratchett
- Compositeur: Nitin Shawney

Acteurs (par capture de mouvement)
- Nariko : Anna Torv
- Roi Bohan : Andy Serkis

## Exploitation

### Historique
Le 17 mai 2005, durant l'E3 2005, Sony Computer Entertainment et Ninja Theory annoncent avoir passé un accord qui voit Heavenly Sword être développé en exclusivité sur PlayStation 3. Présenté lors de l'E3 2006, alors que le développement en était à 50 % environ, Heavenly Sword a impressionné les observateurs par son esthétique et ses visuels spectaculaires. Il a notamment reçu le « Game Critics Awards » du meilleur jeu de combat du salon.
Une démo jouable du jeu a été diffusé sur le PlayStation Network européen le 26 juillet 2007.

## La série d'animation
Une série d'animation basée sur l'histoire d'Heavenly Sword a été réalisée par Ben Hibon. Elle a commencé à être diffusé sur le PlayStation Network et le site officiel à partir d'août 2007. La série est composée de cinq épisodes :
1. La Légende de l'épée
2. Les Gardiens de l'épée
3. L'Ascension du mal
4. La Naissance divine
5. L'Arrivée du guerrier